# Italique (typographie)
Pour les articles homonymes, voir Italique.

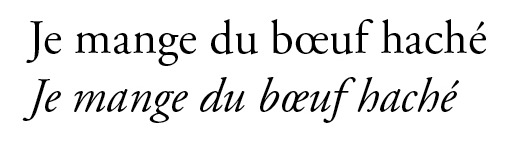
Texte en Garamond Adobe romain et italique.

L’italique est un style typographique inspiré par l’écriture cursive et dont les caractères sont typiquement inclinés vers la droite. Il s’oppose à la typographie en romain dont les caractères sont généralement droits.

## Histoire
L’écriture italique a été inventée en 1499 par Francesco Griffo, en réponse à la demande d’Alde Manuce, imprimeur vénitien qui voulait réduire la taille des livres, afin d’en faciliter l’accès aux étudiants. Ces caractères penchés furent à l’origine appelés « lettres vénitiennes », et ensuite nommés « italiques », car ils venaient effectivement d’Italie.
L'emploi de l'italique s'est généralisé pour citer les titres de livres à la suite de l'exemple donné par Vincenzo Coronelli (1650-1718) dans sa grande encyclopédie.

## Tracé de l'italique
Les œils de l’italique ne sont pas simplement des variantes obliques de la romaine ; l’œil d’un caractère italique traditionnel doit être plus cursif que celui qu’il a en romaine et doit provenir d’une fonte différente :

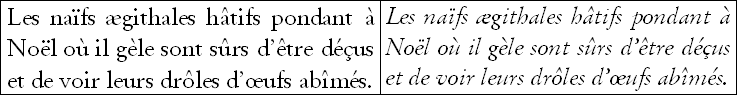
Italiques cursives : certaines lettres prennent en italique un tracé différencié de la romaine.

Cependant, actuellement, de plus en plus de polices de caractères n’ont, en guise d’italique, que des obliques dont le tracé est calculé automatiquement à partir du romain : 

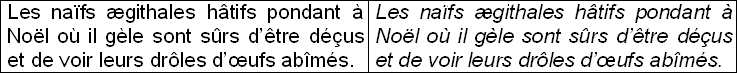
Italiques obliques : Les lettres italiques sont les romaines penchées.

La distinction entre l’italique cursif et l’italique penché prend tout son sens avec l’alphabet cyrillique, dans lequel les différentes graphies sont particulièrement distinctes, en particulier sur les minuscules и et т.

Exemple d'utilisation d'une italique cursive en alphabet cyrillique.
Les lettres les plus différenciées sont indiquées en surbrillance grise.

## Usages
En typographie française l’italique s’applique :
- aux mots ou citations en langue étrangère (ibidem, un come back, la Realpolitik...) et notamment aux taxons écrits en latin scientifique (la russule jolie, Russula lepida) ;
- aux citations de mots isolés ;
- aux « titres d’ouvrages littéraires, scientifiques et artistiques, de romans, de pièces de théâtre, de fables, d'œuvres musicales, et autres, sauf les textes religieux (Bible, Coran...), les actes ministériels et les codes juridiques[3] » ;
- aux « titres de journaux, de revues ou de recueils périodiques, d'annuaires, d'almanachs et autres publications similaires[3] » ;
- aux « noms des émissions de radio et de télévision[4] » ;
- « quand on cite conjointement le titre d'un article, d'un poème et celui de l'ouvrage, du recueil, de la revue ou du journal, etc., le premier reste en romain, entre guillemets, et le second se met en italique[3] » ;
- aux noms de toutes les œuvres d'art (peinture, sculpture, etc.) ;
- aux noms de bateaux, avions, trains et sondes spatiales, parfois aux bâtiments ;
- aux notes de musique ;
- dans les travaux scientifiques, aux variables[5] ;
- aux autonymes (mots ou caractères qui se désignent eux-mêmes) ;
- pour marquer l’emphase ;
- certaines parties du paratexte telles les réactions du public dans un procès-verbal, ou encore les didascalies au théâtre.

L’italique s’applique aux passages en langue étrangère — par rapport à la langue principale du texte — y compris les dialectes ou les mots s’écartant du langage courant comme l’argot et les noms scientifiques (terminologie en zoologie et en botanique).
Les mots et caractères autonymes (employés en tant que mots ou en tant que caractères : « le mot mot », « mettre les points sur les i »), sont généralement en italiques plutôt qu'entre guillemets.
L’italique attire l'attention sur un passage, concurremment au gras, ou sert à introduire une citation, concurremment aux guillemets. L’interchangeabilité de l’italique et des guillemets est obsolète selon Jean-Pierre Lacroux.
Si dans un passage en italique apparaît une expression qui devrait, elle aussi, se distinguer par l’emploi de l’italique — par exemple nom d’une œuvre d’art dans un passage en langue étrangère — on emploie le romain pour préserver la mise en valeur : I’ve never read Homer’s Iliad.

## Informatique
Dans les éditeurs WYSIWYG, il existe généralement un bouton dans la barre d’outils qui permet de formater le texte sélectionné en italique, ou, si aucun texte n’est sélectionné, de basculer en mode italique, de sorte que le texte qui sera saisi ensuite sera formaté ainsi. Le raccourci clavier Ctrl + I (ou Cmd ⌘ + I sur un clavier Macintosh) remplit souvent la même fonction.
En HTML, c’est la balise <i> qui permet de le faire ; cependant on considère parfois que la balise <em>, qui sert à marquer l’emphase, est à préférer, dans la mesure où, ainsi que le préconisent les standards du W3C, elle est rendue par défaut en italique par le navigateur, et qu’elle a plus de sens pour les user agents qui ne permettent pas d’afficher l’italique. D’autre part, si l’italique est davantage ornemental que sémantique, la déclaration CSS font-style: italic devrait être utilisée à la place.
En BBCode, c’est [i] ; en wikitexte c’est '' (deux apostrophes droites) placé de part et d’autre du passage à formater.
En TeX, c’est la commande \it qui permet de le faire. En LaTeX, on peut utiliser la commande \textit{texte à mettre en italique}, ou bien la commande {\itshape texte à mettre en italique} ; la commande \emph{texte à mettre en italique} (mise en emphase) est cependant à préférer car elle permet de gérer la « mise en emphase dans l'italique » (qui est en romain).